# Comuna Koigi
Koigi (în germană Koik) este o comună (vald) din Comitatul Järva, Estonia. Comuna cuprinde 15 localități (reședința - Koigi și 13 sate). Localitatea a fost locuită de germanii baltici.

## Localități componente

### Târgușoare
- Koigi

### Sate
- Huuksi
- Kahala
- Keri
- Lähevere
- Prandi
- Päinurme
- Pätsavere
- Rutikvere
- Silmsi
- Sǒrandu
- Tamsi
- Vaali
- Väike-Kareda
- Ülejǒe